# 馬秋
馬秋（？—215年），扶风茂陵（今陝西興平東北）人，東漢末年三国时期人物，名将馬超之子。
马秋是马超的庶妻董氏所生，馬超入蜀投劉備時，將他和董氏留於漢中留依張魯。後來曹操攻進漢中，張魯兵敗投降，馬超家人落入曹操手中。曹操把董氏賜給閻圃，將馬秋交給張魯處置，張魯親手殺了他。